# Liocranoides tennesseensis
Espèce
Liocranoides tennesseensis est une espèce d'araignées aranéomorphes de la famille des Zoropsidae.

## Distribution
Cette espèce est endémique du Tennessee aux États-Unis,.

## Description
Le mâle holotype mesure 8,0 mm et la femelle paratype 9,1 mm.

## Étymologie
Son nom d'espèce, composé de tennessee et du suffixe latin -ensis, « qui vit dans, qui habite », lui a été donné en référence au lieu de sa découverte, le Tennessee.

## Publication originale
- Platnick, 1999 : A revision of the Appalachina spider genus Liocranoides (Araneae: Tengellidae). American Museum novitates, no 3285, p. 1-13 (texte intégral).